# کارین تر بیک
کارین تر بیک (انگلیسی: Carin ter Beek; ۲۹ december ۱۹۷۰ (۵۴ سال) – ) قایقران روئینگ اهل پادشاهی هلند بود.
وی در مسابقات کشوری و بین‌المللی در مجموع برندهٔ ۱ مدال نقره شده‌است.